# Smittia bacilliger
Smittia bacilliger är en tvåvingeart som först beskrevs av Jean-Jacques Kieffer 1924.  Smittia bacilliger ingår i släktet Smittia och familjen fjädermyggor.
Artens utbredningsområde är Östersjön. Inga underarter finns listade i Catalogue of Life.